# バッティフォッロ
バッティフォッロ（伊: Battifollo）は、イタリア共和国ピエモンテ州クーネオ県にある、人口約200人の基礎自治体（コムーネ）。

## 地理

### 位置・広がり

#### 隣接コムーネ
隣接するコムーネは以下の通り。
- バニャスコ
- チェーヴァ
- リージオ
- ヌチェット
- スカニェッロ